# Хан-эль-Ахмар
Хан-эль-Ахмар (араб. الخان الأحمر‎, ивр. חאן אל-אחמאר‎, букв. красный караван-сарай) — бедуинская деревня в Восточном Иерусалиме.
Хан-эль-Ахмар находится между израильскими поселениями Маале-Адумим и Кфар-Адумим и является последней палестинской территорией в зоне Е1, соединяющей север и юг Западного берега реки Иордан.

## История

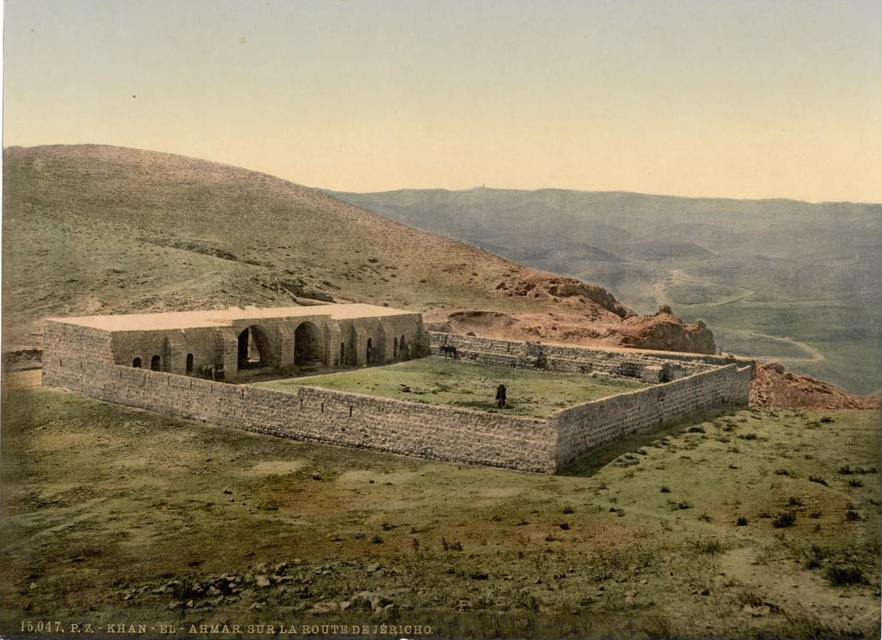
Старая открытка с изображением Хан-эль-Ахмар

Согласно переписи 1931 года в Хан-эль-Ахмере проживали 27 человек в трех домах. В 1945 году жители деревни владели 16380 дунамами земли.
Многие жители деревни принадлежат к бедуинскому клану Джахалин, который был изгнан ЦАХАЛом из Негева в 1952 году. На следующий год они переселились в Хан-эль-Ахмар, находившийся тогда под иорданской администрацией. В конце 1970-х годов территория Хан-эль-Ахмар была отведена[кем?] под новое израильское поселение, современный Маале-Адумим. В 2010 году израильским правительством было принято решение о сносе деревни как нелегально построенной. В это время в деревне проживало 100 человек, имелась школа, в которой обучались 150 детей района. В 2018 году население деревни насчитывало около 180 бедуинов, включая 92 детей, которые жили в палатках и временных жилищах.
В мае 2018 года Верховный суд Израиля постановил, что жители деревни могут быть депортированы. В ответ на это ООН, Международный уголовный суд, Европейский парламент и Amnesty International заявили, что разрушение деревни будет считаться нарушением норм международного права, в частности, четвёртой женевской конвенции, и может считаться военным преступлением.